# 施泰因迈茨·亚当
施泰因迈茨·亚当（匈牙利語：Steinmetz Ádám，1980年8月11日—），匈牙利男子水球运动员。他曾代表匈牙利参加2004年和2012年夏季奥林匹克运动会水球比赛，其中2004年奥运会获得一枚金牌。